# Batalha de Białystok-Minsk

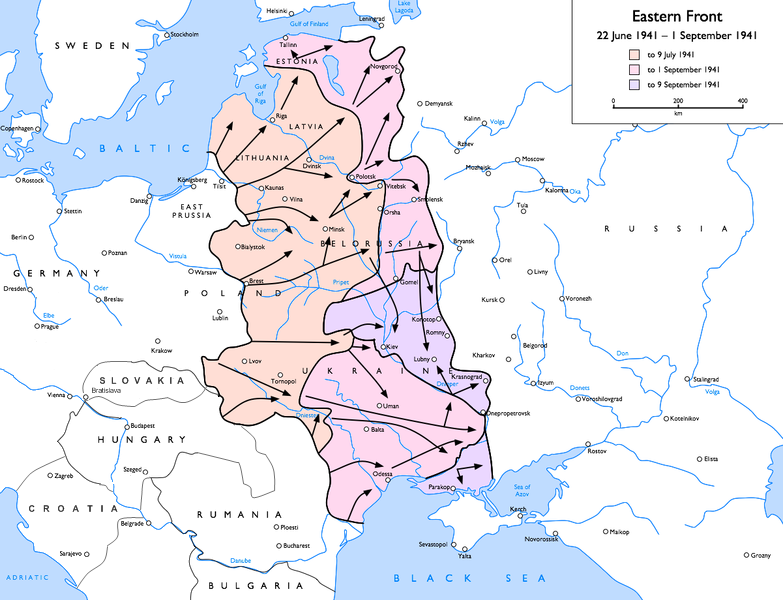
Avanços alemães de 22 de junho a 1 de setembro de 1941.

Batalha de Białystok-Minsk (22 de junho a 9 de julho de 1941) foi uma operação estratégica alemã conduzida pelo Grupo de Exércitos Centro durante a penetração da região fronteiriça soviética no estágio inicial da Operação Barbarossa, na Segunda Guerra Mundial. Seu objetivo, o cerco e a destruição das forças da Frente Ocidental do Exército Vermelho em torno de Minsk, foi alcançado. Todos os principais contra-ataques soviéticos falharam e os defensores foram derrotados, permitindo que a Wehrmacht tomasse muitos prisioneiros soviéticos e avançasse para a União Soviética a um ritmo tão rápido que alguns acreditavam que a Alemanha Nazista tinha efetivamente ganho a guerra contra a URSS.